# Точильное (Красноярский край)
Точильное— деревня в Рыбинском районе Красноярского края в составе  Налобинского сельсовета.

## География
Находится в примерно в 8 километрах по прямой на юг от районного центра города Заозёрный.

## Климат
Климат резко континентальный. Зима суровая, средние температуры января составляют –19—21 °С, критические — от –45 до –52 °С. Лето преимущественно жаркое, солнечное, со средними температурами июля +19—25 °С, максимальные: +34—38 °С. 

## История
Деревня основана в 1925 году. В 1926 году учтено было 74 жителя, преимущественно украинцев.

## Население
Постоянное население составляло 19 человек в 2002 году (84% русские),  5 в 2010.